# نطاق الحراسة
في الراديو، نطاق الحراسة هو الجزء الغير مستخدم من الطيف الراديوي بين نطاقات الراديو، لغرض منع التداخل.
وهو نطاق ترددات ضيق يستخدم لفصل ترددين من الترددات العريضة للتأكد من أن كلاهما يمكن نقله بانسيابية دون التداخل مع بعضهما البعض. ويستخدم في مضاعفة تقسيم التردد. ويمكن استخدامه في الإتصالات السلكية أو اللاسلكية، بحيث أن نطاقات التردد المتجاورة على نفس الموجة يمكنها تجنب التداخل.
يمكن السماح للطيف من خلال الأجهزة ذات القدرة القليلة مثل شبكة التليفون الخاصة.